# Gmina Struer (1970–2006)
Gmina Struer (duń. Struer Kommune) – w latach 1970–2006 (włącznie) jedna z gmin w Danii w ówczesnym okręgu Ringkjøbing Amt. 
Siedzibą władz gminy była miejscowość Struer. 
Gmina Struer została utworzona 1 kwietnia 1970 na mocy reformy podziału administracyjnego Danii. Po kolejnej reformie w 2007 r. weszła w skład nowej gminy Struer.

## Dane liczbowe
- Liczba ludności: (♀ 9656 + ♂ 9519) = 19 175
  - wiek 0-6: 9,1%
  - wiek 7-16: 13,3%
  - wiek 17-66: 64,6%
  - wiek 67+: 13,0%
- zagęszczenie ludności: 110,2 osób/km²
- bezrobocie: 4,7% osób w wieku 17-66 lat
- cudzoziemcy z UE, Skandynawii i USA: 83 na 10 000 osób
- cudzoziemcy z krajów Trzeciego Świata: 254 na 10 000 osób
- liczba szkół podstawowych: 8 (liczba klas: 127)

## Miasta partnerskie
- Södertälje, Szwecja
- Forssa, Finlandia
- Sarpsborg, Norwegia
- Spydeberg, Norwegia